# 三枝和子
三枝 和子（さえぐさ かずこ、1929年3月31日 - 2003年4月24日）は、日本の小説家。
旧姓四本。夫は文芸評論家の森川達也。『葬送の朝』で注目されて以来、反リアリズム的手法を用いた実験的作品を書き続けた。日本ペンクラブ女性作家委員会初代委員長。

## 経歴
兵庫県神戸市出身。1948年兵庫師範学校女子部(明石分校)卒、旧制関西学院大学文学部哲学科に入学、1950年卒業、同大学院文学研究科修士課程に進学、武市健人にヘーゲルを学ぶ。1951年中退、森川（本名三枝）と結婚。中学校教師をしながら、森川らと同人雑誌『文藝人』を創刊。1963年、森川が兵庫県の実家の寺を継いだため、東京に仕事場をもち、東西往復生活が始まる。1968年、『鏡のなかの闇』を刊行、1969年、『処刑が行われている』を出版し、田村俊子賞を受賞する。
その後も多くの作品を発表したが、1988年以降は、平安朝の女性文学者、古代の女性などを主人公とする歴史小説を多く書いた。ほかに「響子」シリーズがある。また1991年刊行の『恋愛小説の陥穽』では、まだあまり例がなかったフェミニズム文学批評を実践した。

## 受賞歴
- 1963年　『葬送の朝』で第2回文藝賞佳作
- 1969年　『処刑が行われている』で第10回田村俊子賞
- 1983年　『鬼どもの夜は深い』で第11回泉鏡花文学賞
- 2000年　『薬子の京』で第10回紫式部文学賞

## 著書
- 『鏡のなかの闇』審美社, 1968
- 『処刑が行なわれている』審美社, 1969
- 『死面の割れ目』（1970年、新潮社）
- 『八月の修羅』（1972年、角川書店）
- 『都市－－その昏い部分』審美社, 1972
- 『物語の消滅』審美社, 1972
- 『乱反射』新潮社, 1973
- 『珈琲館木曜社』集英社, 1973
- 『夏から秋の光の中へ』角川書店, 1976
- 『詩人と娼婦と赤ん坊』新潮社, 1976
- 『恋愛小説』新潮社, 1978
- 『月の飛ぶ村』新潮社, 1979
- 『野守の鏡』集英社, 1980
- 『思いがけず風の蝶』冬樹社, 1980
- 『隅田川原』集英社, 1982
- 『丹波夜能』中央公論社, 1983
- 『鬼どもの夜は深い』（1983年、新潮社）
- 『さよなら男の時代』人文書院, 1984
- 『崩壊告知』新潮社, 1985
- 『花蔵院日記』雪華社, 1985
- 『半満月など空にかかって』福武書店, 1985
- 『曼珠沙華燃ゆ』中央公論社, 1985
- 『光る沼にいた女』河出書房新社, 1986
- 『女たちは古代へ翔ぶ』読売新聞社, 1986
- 『幽冥と情愛の契りして』講談社, 1986
- 『ギリシアみやげは死体付き』中央公論社, 1986
- 『群ら雲の村の物語』集英社, 1987
- 『その日の夏』講談社, 1987
- 『響子微笑（ひびきこみしょう）』新潮社, 1988
  - 『響子愛染』新潮社, 1991
  - 『響子悪趣』新潮社, 1993
  - 『響子不生』新潮社, 1994
- 『小説清少納言「諾子（なぎこ）の恋」』（1988年、読売新聞社、のち福武文庫）
- 『その冬の死』講談社, 1989
- 『小説かげろうの日記「道綱母・寧子の恋」』読売新聞社, 1989（のち福武文庫）
- 『男たちのギリシア悲劇』福武書店, 1990
- 『その夜の終りに』講談社, 1990
- 『和泉式部「許子の恋」』読売新聞社, 1990（のち福武文庫）
- 『女王卑弥呼』講談社, 1991（のち文庫）
- 『恋愛小説の陥穽』青土社, 1991
- 『小説紫式部「香子の恋」』読売新聞社, 1991（のち福武文庫）
- 『小野小町「吉子の恋」』読売新聞社, 1992（のち福武文庫）
- 『ひとひらの舟 樋口一葉の生涯』人文書院, 1992
- 『雨のなか』河出書房新社, 1993
- 『血塗られた女王 甦るギリシャ悲劇』広済堂出版, 1993
- 『小説クレオパトラ』読売新聞社, 1994
- 『光源氏と禁じられた恋 平安朝・女たちの愛と結婚』広済堂出版, 1994
- 『女性のためのギリシア神話』角川書店, 1995
- 『うそりやま考』新潮社, 1995
- 『女の哲学ことはじめ』青土社, 1996
- 『伝説は鎖に繋がれ』青土社, 1996
- 『神様の居候たち』青土社, 1996
- 『出雲王朝挽歌』読売新聞社, 1996
- 『女が自分を生きるということ』海竜社, 1997
- 『万葉の華 小説坂上郎女』読売新聞社, 1997
- 『午睡のあとプラトーンと』新潮社, 1998
- 『岡本かの子』新典社(女性作家評伝シリーズ） 1998
- 『推古天皇 斑鳩に桃李咲く』KSS出版, 1999.5
- 『淳和院正子』講談社, 1999
- 『薬子の京』（1999年、講談社）
- 『女帝・氷高皇女』講談社, 2000
- 『ギリシア神話の悪女たち』集英社新書, 2001
- 『今は昔、猫と私の関係』講談社, 2002
- 『くろねこたちのトルコ行進曲』めるくまーる, 2005

## 年譜
「女性作家シリーズ 三枝和子・林京子・富岡多惠子」（角川書店, 1999）に収載